# Henri du Passage
Henri du Passage est un père jésuite, théologien et écrivain, directeur de la revue Études, né à Bezencourt (Somme) le 5 avril 1874 et décédé à Gouvieux (Oise) le 26 novembre 1963.

## Biographie
Henri Joseph Marie du Passage naît au château de Bezencourt, à Tronchoy (Somme), fils de Gaston du Passage et de Jeanne de Hau de Staplande, elle-même petite-fille de Louis de Hau de Staplande, député puis sénateur du Nord.
Il suit sa scolarité au collège La Providence d'Amiens, puis au lycée Saint-Geneviève, alors à Paris. En 1897, il est admis à l'École nationale supérieure des mines de Paris, dont il sort ingénieur civil des Mines.
En 1900, il entre dans la Compagnie de Jésus, fait sa philosophie et sa théologie à Jersey, Maison Saint-Louis, où il est le condisciple du père Pierre Teilhard de Chardin, puis à Canterbury et à Newhaven. Il est ordonné prêtre en 1907.
Il est ensuite adjoint à l'aumônier de l'Association de la jeunesse catholique et aumônier au lycée Sainte-Geneviève.
À partir de 1912, il est attaché à la revue jésuite Études (ou Etvdes), à laquelle il va fournir de nombreux articles. En tant qu'ingénieur, il y est plus souvent chargé des questions sociales.
Il sert pendant la Première Guerre mondiale comme aumônier, avant d'être fait prisonnier.
Libéré, il réintègre la revue Études, dont il est nommé directeur en 1919, à la suite du père Léonce de Grandmaison.
Il s'efforce d'élargir l'audience de la revue hors du cercle de l'érudition pure, en en faisant une revue catholique d'intérêt général et un organe de culture religieuse, destinée tant aux ecclésiastiques qu'aux laïcs.
Sous son impulsion, des rubriques théâtre et cinéma sont créées, la rubrique bibliographie est considérablement développée, de nouvelles collaborations donnent à la revue Études une audience beaucoup plus étendue, hissée au niveau de celle de la Revue des Deux Mondes.
En 1933, il passe un accord avec la revue Le Correspondant, aux orientations similaires, et dont la parution cesse peu après.

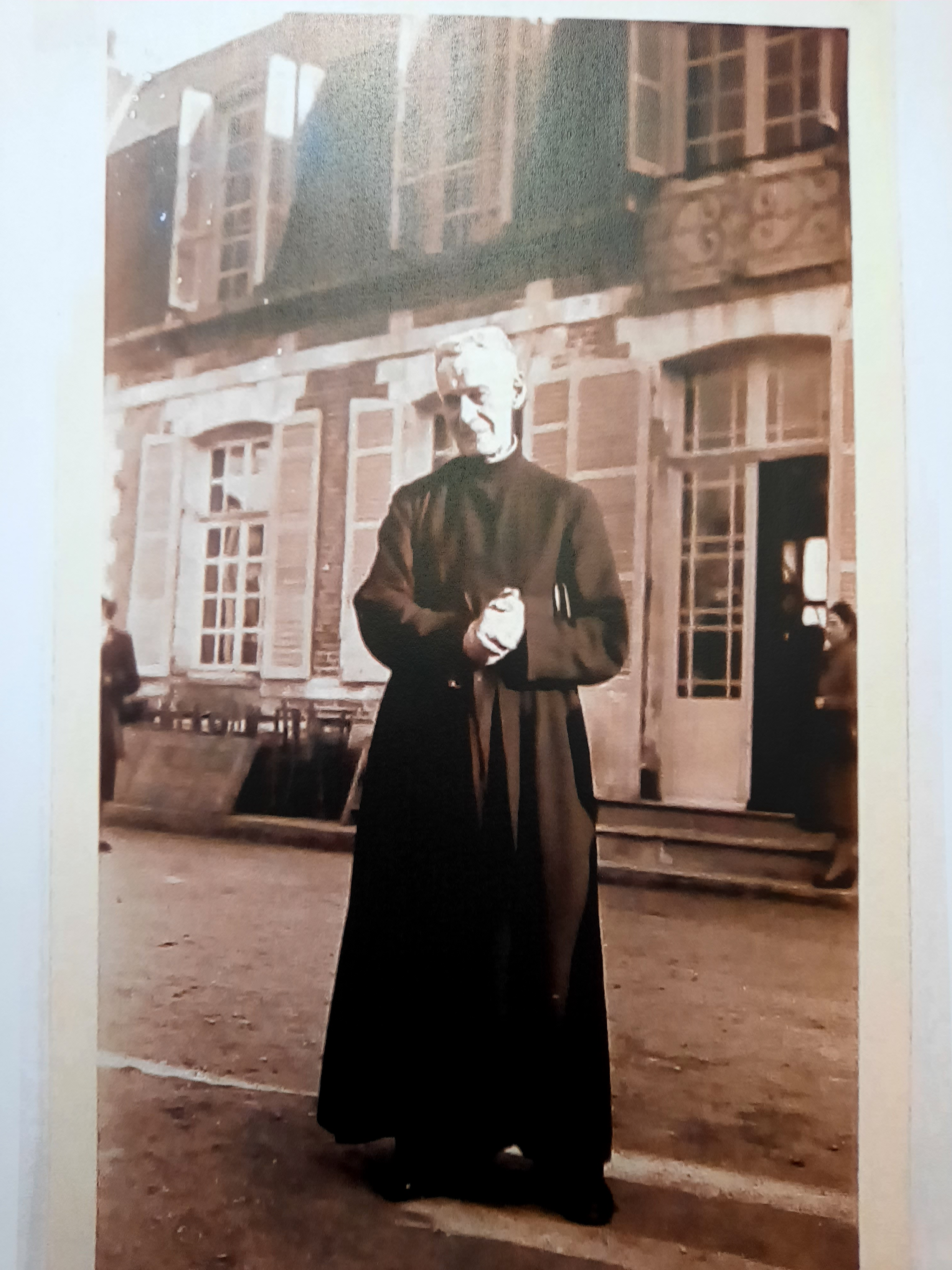
Henri du Passage

Il assume la direction d'Études jusqu'en 1935, époque à laquelle il préfère la laisser au père René d'Ouince, tout en poursuivant sa collaboration comme auteur d'articles.
Il devient alors aumônier général et conférencier pour la Fédération nationale catholique et rédacteur au Bulletin de cette fédération.
Il collabora au Dictionnaire de Théologie catholique (article "Usure"), au Dictionnaire d'Apologétique (article "Socialisme") .
Il est aussi l'auteur de plusieurs ouvrages, consacrés plus particulièrement à la sociologie et au catholicisme social, dans lesquels il étudie les grands mouvements d'idées de la fin du XIXe et du début du XXe siècle, à la lumière de la Doctrine sociale de l'Eglise.
Son frère, Gaston du Passage, publia en 1936 plusieurs articles dans Etudes.

## Principaux ouvrages
- L'Anticléricalisme français - Hier et demain, 1924, Paris, Spes, un volume in 12°, 93 p. ; deuxième édition, 1925, 114 p. ;
- Le Secret des loges - Commentaires sur les textes maçonniques, [1924], Paris, Spes, un volume in 8°, 45 p. ;
- Notions de Sociologie, 1932, Paris, Editions de Gigord, un volume in 12°, IX-244 p.[6] (ouvrage réédité en 1946 sous le titre Notions familières de Sociologie) ;
- Morale et Capitalisme, 1935, Paris, Flammarion, un volume in 12°, 247 p.[7]; Moral y Capitalismo (traduction en espagnol), 1953, Haz, Buenos Aires, 203 p. ;
- Socialisme et Catholicisme social, 1938, Paris, Fédération nationale catholique, un volume in 12°, 47 p. ;
- Le Monde devient-il plus fraternel ? - Gestes et pensées, 1940, Paris, Beauchesne, un volume in 12°, 331 p. ;
- Soixante ans d'effort allègre, le père Henri-Régis Pupey-Girard, 1860-1948, 1949, Paris, éditions Alsatia, un volume in 12°, 126 p., lire en ligne.

## Pour approfondir

### Sources
- Pierre Vallin, Etvdes - Histoire d'une revue, numéro spécial, avril 2000, 108 p.
- Jean-Marie Mayeur & Yves-Marie Hilaire, Dictionnaire du monde religieux dans la France contemporaine 1 Les Jésuites, 1985, Paris, Beauchesne, p. 105.

### Pages connexes
- Famille du Passage
- Armorial des familles de Picardie
- Revue Études
- Liste d'auteurs jésuites contemporains